# Partido Popular de Goa
O Partido Popular de Goa (PPG) foi uma organização política nacionalista e grupo guerrilheiro que reclamava a descolonização da Índia Portuguesa para formar uma Goa independente.

## Histórico
O PPG é o nome dado a um agrupamento político histórico que esteve na luta pela libertação da Índia Portuguesa. O partido, no entanto, tem três momentos históricos distintos: o primeiro, que vai de 1835 a 1855; o segundo, de 1948 a 1962, e; o terceiro de 1970 a 2002.

### 1835-1855
Por volta do ano de 1835 surge o Partido Popular de Goa (PPG), depois conhecidos como Patuleias Setembristas de Goa, que era uma agremiação política liderada por António de Sá, que era chefe político de Bardos, jurisperito e pároco da igreja de Santo António do Pari. Este partido nasceu com ideais liberais endossando a João Casimiro Pereira da Rocha de Vasconcelos, ao Conselho de Governo do Estado da Índia (1835-1837) e a Bernardo Peres da Silva, na luta por autonomia ao território de Goa.
Nas revoltas que se seguiram no ano de 1835, envolveu-se numa luta contra a José C. Freire de Lima, juiz e líder do Partido Chafarica, que afirmava trazer ordens da corte por mais controlo sobre Goa.
As dificuldades políticas e económicas que sucederam-se em Goa, a partir de 1937, levaram o partido a aliar-se ao governo na gestão de Francisco Pereira, conde das Antas (1842) e principalmente quando José Ferreira Pestana assumiu o governo da Índia Portuguesa em 1844.
A saída de Pestana em 1851 e a entrada de Januário Lapa, visconde de Vila Nova de Ourém como governador levou o partido novamente ao campo da oposição, visto que este endureceu o trato para com os goeses, aumentando o privilégio dos europeus.
A 19 de novembro de 1854, começaram as eleições municipais. A eleição da assembleia da Piedade (ilha Divar) disputada entre o PPG e o Partido Governamental (Cartistas de Goa) apontava uma clara vitória do primeiro partido. No entanto, quando o capitão Joaquim Pereira Garcês, acompanhado de dois jovens, todos os três filiados ao Partido Governamental, mas não recenseados naquela assembleia, chegou ao posto de votação e solicitou as chaves para "guardar a urna eleitoral", recolhida num compartimento ligado à igreja, os populares não aceitaram e os expulsaram do local, espancando-os. Horas depois o capitão aparece morto.
Ao ser noticiado o episódio no palácio do Governador, este expediu ordens para que se fechassem todos os acessos da Ilha Divar. Em seguida, a 4 de dezembro de 1854, dois batalhões portugueses saem dos seus quartéis sem ordem superior marchando em direção a ilha de Divar, para onde marchou simultaneamente uma força de sipais também sem  ordem superior, querendo vingar a morte do capitão Garcês. As tropas arrasaram essa ilha, matando os moradores locais e decapitando os líderes do Partido Popular de Goa.
Dado esses acontecimentos, em 1855 o Partido Popular de Goa entra em dormência política.

### 1948 a 1962
Em 1948, em resposta ao surgimento do Congresso Nacional Indiano - Secção de Goa (CNI-Goa; fundado em Bombaim em 1946), surge o Partido Popular de Goa (PPG). Inicialmente com cariz nacionalista, reclamava as raízes do histórico PPG de 1835.
A sua liderança inicial foi de George Vaz, um ex-militante do CNI-Goa; teve a Aquino de Bragança como figura ideológica, que em 1962 foi o seu último secretário-geral.
Participou na luta armada da Invasão de Dadrá e Nagar-Aveli, em 1954, contra seus grupos rivais: a Frente Unida dos Goeses (FUG), a Organização do Movimento de Libertação Nacional (OMLN), a Organização Nacional dos Voluntários (Rashtriya Swayamsevak Sangh; RSS) e o Exército Livre de Goa (Azad Gomantak Dal; AGD), apoiados pelo Congresso Nacional Indiano - Secção de Goa. Chegou brevemente a tomar o poder em Silvassa, sendo derrotado pelos grupos rivais apoiados pelas forças indianas.
A partir de então passou a dedicar-se a luta política, mudando radicalmente o seu perfil; de um partido de frente nacionalista, para um partido nacionalista de esquerda, de inspiração marxista-maoísta.
Em 1958 Aquino passa a aproximar-se dos grupos políticos anticoloniais de esquerda, fazendo os primeiros contactos com Vaz, a partir de Orlando da Costa.
Em 1960, com a criação da Aliança Paris-Casabranca-Argel, Aquino filia-se formalmente ao PPG; torna-se interinamente o seu secretário-geral para a primeira cimeira da Conferência das Organizações Nacionalistas das Colónias Portuguesas (CONCP), ocorrida em 1961.
A Invasão de Goa, em dezembro de 1961, enfraquece politicamente o PPG, que encerra as suas atividades em 1962.

### 1970-2002
Em 1970 José Matanhy de Saldanha refunda o PPG, inicialmente resgatando ideais separatistas; por iniciativa de Saldanha, o PPG pragmatizou ao longo do tempo, adotando a correntes ideológicas como a democracia cristã, a lusitanofilia e o concanismo, participando das agitações civis pela língua concani. O partido inclusive adotou oficialmente o nome em concani Gomantak Lok Pox, reclamando a ideologia do movimento nacionalista "Gomantak", do doutor em economia Ram Manohar Lohia.
O melhor resultado eleitoral do PPG foi nas eleições goesas de 1999, onde Saldanha foi o único candidato do partido. No distrito de Cortali, Saldanha obteve 1 728 votos (9,81%). 
Em 2002, o PPG se fundiu com o Partido Democrata Unido dos Goeses (PDUG). Saldanha foi secretário-geral do PDUG até sua morte, em 2012.